# リッキー・ブルーフ
リッキー・ブルーフ（Ricky Bruch、Björn Rickard "Ricky" Bruch、1946年7月2日 - 2011年5月30日）は、スウェーデンの陸上競技選手。1960年代から1980年代にかけて活躍した円盤投の選手で、1972年ミュンヘンオリンピックの銅メダリストである。

## 経歴
ブルーフは身長199cm、体重135kgのヴァイキングを思わせる風貌で、スウェーデン南部のスコーネ地方で育った。
ブルーフが陸上選手として頭角を現し始めたのは1960年代中盤で、当時は砲丸投をメイン種目としていた。後に円盤投に種目を替え、1968年にはメキシコシティーオリンピックに出場。59m28で初めてのオリンピックは8位に終わった。
1969年にはヨーロッパ選手権で2位となると、同年にはアメリカのジェイ・シルベスターの世界記録に迫る68m04のヨーロッパ記録を樹立。世界の強豪の仲間入りを果たしていく。1970年に入ると、シルベスターとともに70mの大台を目指して激しい攻防が繰り広げられた。2人とも何度か70mを超えるスローを行ったが、風の影響や、円盤の重量の違反などでいずれも公認されることはなかった。
ブルーフは、1972年にストックホルムの試合で、シルベスターの世界記録に並ぶ68m40を出す。しかし、同年のミュンヘンオリンピックでは、チェコスロバキアのルドビク・ダネク、シルベスターに次いで銅メダルにとどまった。
ブルーフは、その後伸び悩み、1974年のヨーロッパ選手権で3位となった以降は目立った成績を残さなくなる。1976年モントリオールオリンピックには出場したものの、決勝に残ることなく敗れている。
ブルーフは、1970年代後半から競技を一旦中断したものの、1984年に38歳になりカムバックを果たす。1984年の9月から11月にかけて70m48、71m00、71m26と立て続けに70m台を記録。かつて何度も挑んだ70m台をクリアした。しかしすでにこのときの世界記録は71m86まで更新されていた。しかし、翌年、ブルーフはチームメートとのいざこざにより競技から引退することとなった。
ブルーフの71m26の記録は2008年現在でも世界歴代10位以内に入る記録であり、スウェーデン記録である。
2011年5月30日、膵臓癌のため死去。64歳没。

## 自己ベスト
- 砲丸投 - 20m08 （1973年）
- 円盤投 - 71m26 （1984年）

## 主な実績
| 年   | 大会                     | 場所                       | 種目   | 結果 | 記録  |
| ---- | ------------------------ | -------------------------- | ------ | ---- | ----- |
| 1968 | オリンピック             | メキシコシティ（メキシコ） | 円盤投 | 8位  | 59m28 |
| 1969 | ヨーロッパ陸上選手権     | アテネ（ギリシャ）         | 円盤投 | 2位  | 61m08 |
| 1971 | ヨーロッパ室内陸上選手権 | ソフィア（ブルガリア）     | 砲丸投 | 3位  | 19m50 |
| 1972 | オリンピック             | ミュンヘン（西ドイツ）     | 円盤投 | 3位  | 63m40 |
| 1974 | ヨーロッパ陸上選手権     | ローマ（イタリア）         | 円盤投 | 3位  | 62m00 |

## 脚註
1. ↑  Ruotsalainen yleisurheilulegenda kuoli Ilta-Sanomat 2011-5-30